# Attilio Gasparro
Attilio Gasparro (Messina, 1904 – Peloponneso, luglio 1943) è stato un militare italiano insignito della medaglia d'oro al valor militare alla memoria nel corso della seconda guerra mondiale.

## Biografia
Nacque a Messina nel 1904. Arruolatosi nel Regio Esercito  nel 1924 in qualità di allievo sottufficiale nel 32º Reggimento fanteria, raggiunto il grado di sergente maggiore,  nel 1927 venne ammesso al frequentare la Regia Accademia Militare di Fanteria e Cavalleria di Modena da cui uscì nel 1930 con il grado di sottotenente in servizio permanente effettivo. Destinato, dopo aver frequentato il corso d'applicazione d'arma al 3º Reggimento fanteria "Piemonte" fu promosso tenente, e nel marzo 1935 parti con il suo reggimento mobilitato per l'Africa Orientale. Rientrato in Patria nel dicembre 1936, fu trasferito al 1° Settore di copertura. Promosso capitano nel 1939, alla dichiarazione di guerra a Francia e Gran Bretagna del 10 giugno 1940 partecipò alle operazioni belliche sul fronte occidentale. Nel mese di dicembre ritornò al 3º Reggimento fanteria "Piemonte" con cui, parti per l'Albania dove partecipò alla campagna contro la Grecia e alle successive operazioni militari svoltesi nei territori occupati. Divenuto maggiore dal 1º ottobre 1942, mentre trovavasi nel Peloponneso,  nel luglio 1943 assunse il comando di una colonna mobile del 3º Reggimento fanteria operante nella zona di Ejon, fra Patrasso e Corinto. Catturato dai ribelli venne condannato a morte e subito fucilato. Fu successivamente insignito della medaglia d'oro al valor militare alla memoria.